# Leptotarsus (Macromastix) fumibasis
Leptotarsus (Macromastix) fumibasis is een tweevleugelige uit de familie langpootmuggen (Tipulidae). De soort komt voor in het Australaziatisch gebied.